# (100737) 1998 DR9
(100737) 1998 DR9 es un asteroide perteneciente al cinturón de asteroides descubierto el 23 de febrero de 1998 por Adrián Galád y el también astrónomo Alexander Pravda desde el Observatorio Astrofísico y Geofísico de Modra, Modra, Eslovaquia.

## Designación y nombre
Designado provisionalmente como 1998 DR9.

## Características orbitales
1998 DR9 está situado a una distancia media del Sol de 2,307 ua, pudiendo alejarse hasta 2,624 ua y acercarse hasta 1,989 ua. Su excentricidad es 0,137 y la inclinación orbital 7,048 grados. Emplea 1280,07 días en completar una órbita alrededor del Sol.

## Características físicas
La magnitud absoluta de 1998 DR9 es 16,6. 